# اشلی بال
اَشلی بال (انگلیسی: Ashleigh Ball؛ زادهٔ ۳۱ مارس ۱۹۸۳) یک صداپیشه و موسیقی‌دان اهل کانادا است. وی از سال ۱۹۹۶ میلادی تاکنون مشغول فعالیت بوده‌است.
از فیلم‌ها یا برنامه‌های تلویزیونی که وی در آن نقش داشته‌است می‌توان به پونی کوچولو و دختران اکواستریا اشاره کرد.